# Gewone schermbloemgalmug
De gewone schermbloemgalmug (Dasineura angelicae) is een muggensoort uit de familie van de galmuggen (Cecidomyiidae). De wetenschappelijke naam van de soort is voor het eerst geldig gepubliceerd in 1916 door Rübsaamen. De larven ontwikkelen zich in de door gal gezwollen bloemknoppen van de Engelwortel (Angelica). Ze zijn geel-oranje gekleurd. Leden van de schermbloemenfamilie (Apiaceae) gelden als waardplanten voor de muggensoort.